# Массовое убийство в графстве Камбрия
Массовое убийство в графстве Камбрия — инцидент, произошедший 2 июня 2010 года, одно из крупнейших массовых убийств в Великобритании.
Деррик Бёрд (англ. Derrick Bird), 52-летний британский таксист, застрелил 12 человек, ранил 10, после чего покончил жизнь самоубийством.

## Биография убийцы
Деррик Бёрд родился 27 ноября 1957 года в один день со своим братом-близнецом Дэвидом в семье Джозефа и Мэри Бёрд. Последние 3 года Деррик жил один, после того как в 2007 году развёлся с женой. У него было два сына и внук. Работал Деррик водителем такси. Он был членом охотничьего клуба, что позволило ему приобрести в 1995 году дробовик, а в конце 2005 года и полуавтоматическую винтовку 22-го калибра. Известно, что в 1990 году он был осуждён на 12 месяцев условно за кражу с завода. Возможно, позже это повлияло на совершенное им преступление (трое из погибших были работниками этого завода).
Знавшие Бёрда характеризуют его как спокойного и уравновешенного человека, который и «мухи не обидит». Деррик увлекался огнестрельным оружием и плаванием, работал таксистом свыше 20 лет.

## Хронология
Предполагается, что первые три убийства были совершены целенаправленно. 2 июня 2010 года около 10:20 в доме у Деррика собрались семейный адвокат, 60-летний Кевин Каммонз, и брат-близнец Деррика — Дэвид. Внезапно во время делового разговора Деррик взбесился, ушёл в другую комнату, через минуту он вернулся с помповым дробовиком 12-го калибра. Он выстрелил сидящему за столом брату в грудь, убив его на месте. Кевин попытался убежать, но получил ранение в спину и тоже упал замертво.
После чего Деррик взял полуавтоматическую винтовку и дробовик, а также около 100 патронов к ним, сел в свою машину и поехал к дому своего друга, 43-летнего Даррена Рукасла. Остановив машину, он поднялся на крыльцо дома друга и позвонил в дверь. В 10:33 он застрелил Рукасла из полуавтоматической винтовки. После этого он вернулся в машину и поехал по городу, стреляя в каждого, кто ему попадался. Так он колесил до 12:30, после чего выехал за город и застрелился из полуавтоматической винтовки около 12:40 по местному времени в 24 километрах от города в одном из лесных массивов. В 13:40 тело Бёрда было обнаружено полицией.

## Последствия
В 14:00 полиция официально подтвердила смерть стрелка. В результате стрельбы погибли 13 человек (включая нападавшего) и 25 человек получили ранения.

### Погибшие
1. Дэвид Берд. 52 года. Брат. Ранение — грудная клетка.
2. Кевин Каммонз. 60 лет. Адвокат. Ранение — верхняя часть спины.
3. Даррен Рукасл. 43 года. Друг. Ранение — голова, плечо.
4. Сьюзен Хьюз. 57 лет. Прохожая. Ранение — голова, шея.
5. Кеннет Фишбёрн. 71 год. Прохожий. Ранение — шея, живот.
6. Дженнифер Джексон. 68 лет. Прохожая. Ранение — голова.
7. Джеймс Джексон. 67 лет. Прохожий. Муж Дженнифер. Ранение — грудь, рука.
8. Айзек Диксон. 65 лет. Прохожий. Ранение — грудь, живот.
9. Гэрри Пёрдхем. 31 год. Прохожий. Ранение — нога, живот.
10. Джейми Кларк. 23 года. Прохожий. Ранение — нога, голова.
11. Майкл Пайк. 64 года. Прохожий. Ранение — рука, лицо.
12. Джейн Робинсон. 66 лет. Прохожая. Ранение — шея, грудь, голова, плечо.
13. Деррик Бёрд. 52 года. Нападавший. Покончил с собой. Ранение — голова.

## Возможные мотивы
Высказывались предположения, что причиной поступка Бёрда могли быть ссоры из-за завещания или проблемы с налоговыми органами.
Не следует исключать факт, что лучший друг Бёрда — Даррен Рукасл был убит целенаправленно. Возможно, Деррик когда-то затаил обиду на Даррена, из-за которого у Деррика сорвались отношения с тайской девушкой, с которой он познакомился в середине 2008 года, когда отдыхал на курорте. Также известно, что у Бёрда были проблемы с налоговой службой, и он очень опасался суда. Кроме того, мотивом могла послужить ссора с братом из-за завещания.